# Machaerota exaggerata
Machaerota exaggerata är en insektsart som beskrevs av Maa 1949. Machaerota exaggerata ingår i släktet Machaerota och familjen Machaerotidae.
Artens utbredningsområde är Vietnam. Inga underarter finns listade i Catalogue of Life.